# Tétanos neonatal

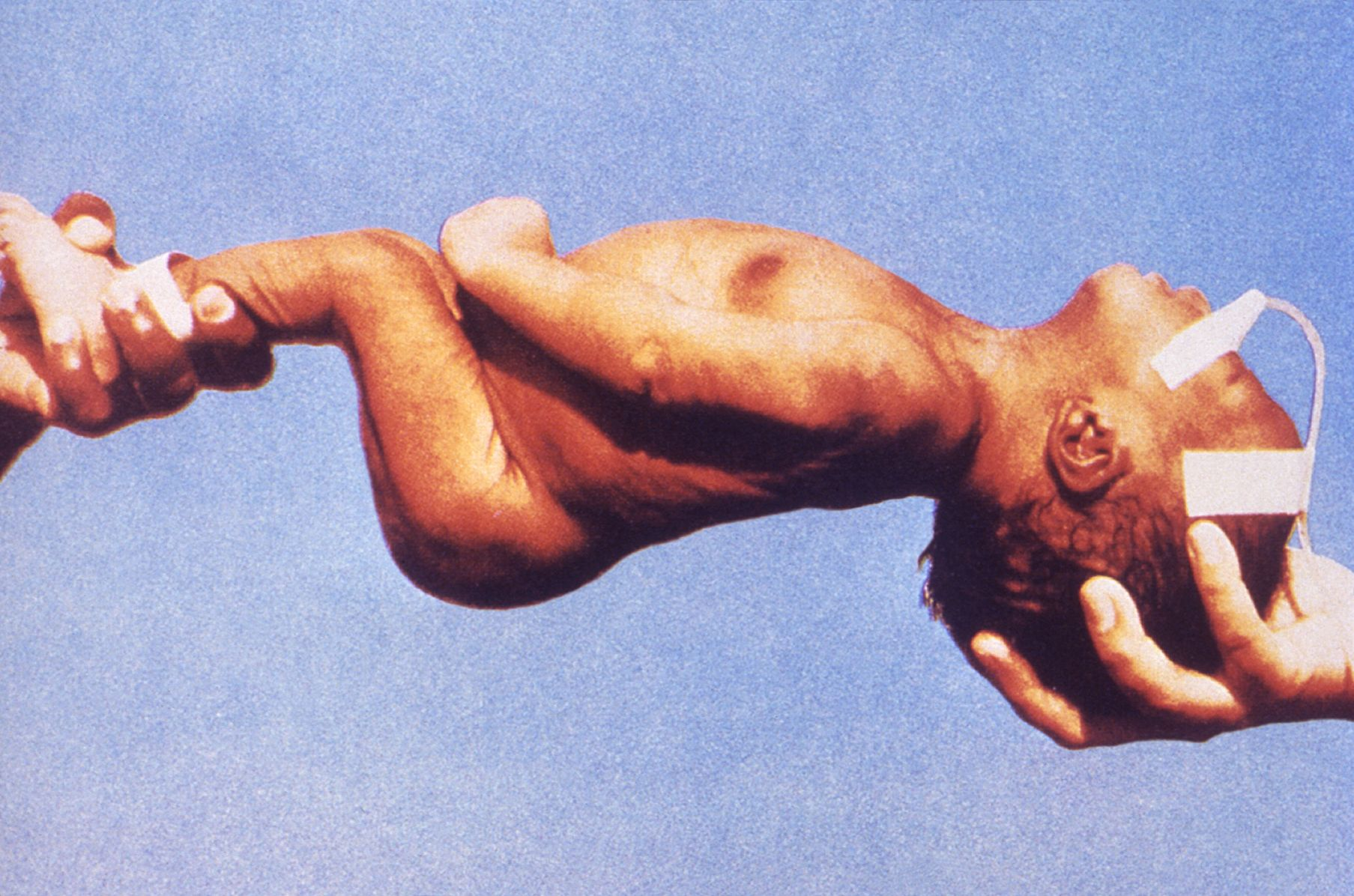
Tétanos neonatal.

Tétanos neonatal es un tipo de tétanos que ocurre en los recién nacidos. Están en riesgo especialmente en aquellos infantes que no adquirieron inmunidad pasiva por parte de la madre. Usualmente ocurre cuando se presenta una infección en el cordón umbilical que fue cortado con instrumentos no adecuados o que no fueron apropiadamente esterilizados. El tétanos neonatal se presenta con mayor frecuencia en los países en vías de desarrollo sobre todo aquellos que cuentan con menor desarrollo en el sector salud, es muy poco frecuente en países desarrollados.

## Periodo de incubación
El periodo de incubación del tétanos puede ser de varios meses, pero usualmente los síntomas se presentan a los ocho días. En el caso de tétanos neonatal los síntomas suelen aparecer de cuatro a catorce días después del nacimiento. La tasa de muerte entre los infantes infectados va de un  70% a un 100% de los casos, presentándose el deceso a las dos semanas. Con base distintos reportes médicos se han identificado cuatro tipos distintos de tétanos neonatal.

## Prevención

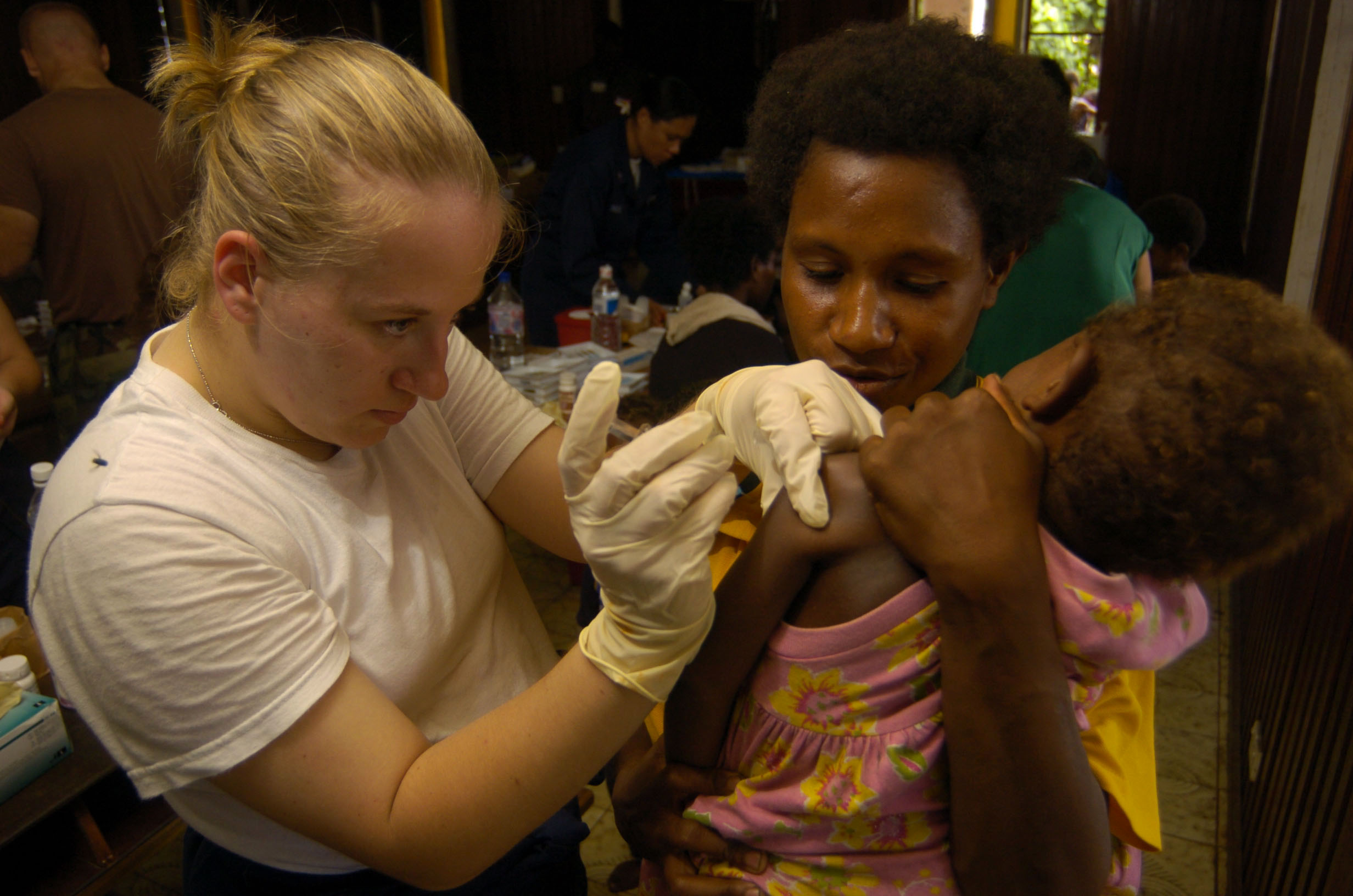
Un niño y su madre reciben la vacuna contra el tétanos.

Las esporas que causan el tétanos están en todas partes por lo que la única forma de prevención es la inmunización. Es recomendable suministrar tres dosis de la vacuna contra el tétanos en mujeres de edad fértil, incluso antes o durante el embarazo; con esto se protegerá al próximo recién nacido del tétanos neonatal después del parto.

## Alcance
En el año 2000 el tétanos neonatal fue el responsable por aproximadamente el 14% (215.000) de todas las muertes en recién nacidos. En el año 2008 59.000 de recién nacidos en todo el mundo murieron como consecuencia del tétanos neonatal. En el año 2005 57 países se identificaron como países en riesgo y 27 de estos países representan el 90% de los casos. Por último en diciembre del año 2013 los países identificados en riesgo se redujeron a 25.

## Erradicación
En 1989 la Asamblea Mundial de la Salud aprobó una resolución indicando un plan de acción para erradicar el tétanos materno y neonatal para 1995. Aunque luego, al comprobarse el lento avance de la implementación de las medidas propuestas, la fecha se pospuso hasta el 2000. En 1999 se extendió hasta 2005 y, finalmente, se llevó la fecha límite a 2015. Sin embargo, en 2015 la enfermedad aún era endémica en 21 países. En contraste, el tétanos en general no puede erradicarse, ya que la bacteria sobrevive de forma indefinida en el medio ambiente como endóspora. Debido a esto último, y a diferencia de otras enfermedades infecciosas, el tétanos neonatal se considera erradicado si la tasa anual es de menos de un caso cada mil nacidos vivos.
El programa se centra en la vacunación de las mujeres embarazadas cuando estas van a hacerse un control prenatal, la cual se complementa con la vacunación de mujeres en edad fértil y la toma de medidas profilácticas durante el parto. Esta estrategia resulta especialmente efectiva en América, Asia oriental, Europa y Oceanía, adonde 9 de cada 10 mujeres se hacen al menos un control prenatal; aunque es insuficiente en Oriente Medio y África, adonde este porcentaje baja mucho.
UNICEF tomó la iniciativa, asistida con otros organismos de las Naciones Unidas, gobiernos individuales y organizaciones sin fines de lucro. Para el año 2000 la enfermedad fue declarada como eliminada en 104 de 161  países en desarrollo. Después la campaña contra el tétanos neonatal se expandió debido a las infecciones en la madre y el objetivo de la campaña ya no solo fue el recién nacido sino que se incluyó ahora también a la futura madre. Entre 2000 y 2017 la enfermedad se erradicó en 43 países, aunque sigue siendo endémica en otros 16.
En los países afectados, hubo una falta de conciencia sobre el tétanos maternal-neonatal y en como prevenirlo. Se han puesto en marcha campañas de educación e inmunización en el resto de los países en riesgo y están dirigidas especialmente a mujeres embarazadas. Las campañas de educación están especialmente enfocadas en las prácticas higiénicas al momento del parto, el cuidado del cordón umbilical así como la inmunización necesaria.
En Egipto, el número de casos de tétanos neonatal disminuyó bastante pasando de 4000 casos anuales a un poco menos de 500, como resultado de una campaña de inmunización. En Marruecos, el tétanos neonatal era el responsable del 20% de muertes en el año de 1987 pasando a un 2% en el año 1992. En 1998 Uganda, se registraron 3433 casos de tétanos neonatal, de estos 2403 murieron. Después de un gran esfuerzo publicitario, en año 2011 Uganda fue certificada por haber eliminado el tétanos. En 2011, Pampers se unió con la UNICEF apuntando al tétanos maternal-neonatal en Yemen. En 2010, Kiwanis International se comprometió elevar $110 millones de dólares el presupuesto para la eliminación del tétanos maternal-neonatal, junto con la Unicef.

### América
Tomando como base la resolución de 1989, a fines de ese mismo año la Organización Panamericana de la Salud aprobó su programa de erradicación. Desde 2003 el esfuerzo se centró en Haití, el último país del continente adonde la enfermedad seguía siendo endémica. En septiembre de 2017 la región de América fue declarada «libre de tétanos materno y neonatal» por la Organización Mundial de la Salud.

### Europa
En Europa occidental la vacunación comenzó a aplicarse a gran escala a mediados de los años 1950, por lo que para 1995 varios países de la región ya habían erradicado el tétanos neonatal. Sin embargo, la Organización Mundial de la Salud indicó que durante 1997 se reportaron unos 500 casos, con trasmisión regular en el 68% de los países del continente.
El punto de inflexión se produjo en 1997 cuando la Unión Europea ratificó el artículo 5 del programa Salud para todos en el año 2000, según la cual los países miembros se comprometían a erradicar para el año 2000 el sarampión, la poliomielitis, el tétanos neonatal, la difteria y la rubéola congénita. Esto fue especialmente relevante en aquellos países en donde la vacunación está a cargo del sistema de salud privado (particularmente Bélgica y Alemania), ya que en ellos ni siquiera existían estadísticas fiables del alcance real de la misma. Tras la ratificación, la vacunación pasó a ser una cuestión de salud pública, estas enfermedades pasaron a ser «de declaración obligatoria», se estableció la vacunación gratuita y se crearon sistemas de control para asegurar que al menos el 95% de la población haya sido vacunada.
En 1999 los tres países con mayor índice de contagios fueron Turquía, Albania y Yugoslavia. 
En los dos últimos influyó la guerra de Kosovo, que dificultó las tareas de vacunación. Cuando esta finalizó se produjo un aumento en el número de casos en la región, debido principalmente a que las mujeres rechazaban la vacunación a causa de la expansión de un rumor de que los serbios las estaban utilizando para causar esterilidad. Finalmente, en 2009 se consiguió erradicar la enfermedad del continente, siendo Turquía el último país en lograrlo.

### India
Los programas nacionales de salud empezaron en 1983 y fueron implementados por el gobierno de India, cuando se les empezó a dar a todas las mujeres embarazadas dos dosis de la vacuna contra el tétanos. Con esto se logró que el número de muertes de casi 80.000 en 1990 descendiera a menos de 500 en 2013 y 2014. Este país redujo su índice de mortalidad infantil de 380 en 1990 a 40 en 2015 y su índice de mortalidad en madres paso de 540 a 167 en el mismo año. En mayo de 2015, la Organización Mundial de la Salud declaró a la India como un país libre del tétanos neonatal. Este anuncio fue hecho por la primera ministra Narendra Modi en su discurso de inauguración en el "Call to Action Summit" en Nueva Delhi.